# Ibou Faye
Ibou Faye (* 13. Dezember 1969; † 26. Mai 2025 in Paris, Frankreich) war ein senegalesischer Leichtathlet, der 1996 Olympiavierter mit der 4-mal-400-Meter-Staffel wurde.

## Sportliche Laufbahn
Seinen ersten großen Erfolg konnte Ibou Faye bei den Afrikaspielen 1995 den 400-Meter-Hürdenlauf in 49,12 Sekunden gewann. Im Jahr darauf siegte er bei der Afrikameisterschaft in 49,60 Sekunden. Bei den Olympischen Spielen in Atlanta war Faye während der Eröffnungsfeier Fahnenträger der senegalesischen Mannschaft. Er verbesserte seine persönliche Bestzeit über 400 m Hürden auf 48,54 Sekunden, schied damit aber im Halbfinale aus. Mit der senegalesischen 4 × 400 m Staffel in der Besetzung Moustapha Diarra, Aboubakry Dia, Hachim Ndiaye und Ibou Faye als Schlussläufer belegte er den vierten Platz in 3:00,64 Minuten.
Bei den Afrikameisterschaften 1998 gewann Ibou Faye in 49,59 Sekunden die Bronzemedaille hinter dem Sambier Samuel Matete und Ken Harnden aus Simbabwe. 1999 schied Faye bei den Weltmeisterschaften in Sevilla im Vorlauf aus. Mit der Staffel erreichte er den Endlauf und belegte den achten Platz. Einen Monat später gewann er bei den Afrikaspielen in Johannesburg den 400-Meter-Hürdenlauf in der persönlichen Bestzeit von 48,30 Sekunden. Nachdem er bei den Olympischen Spielen 2000 in Sydney im Vorlauf des 400 m Hürdenlaufs ausgeschieden war, gewann Faye bei den Afrikaspielen 2003 noch einmal eine Bronzemedaille in 50,89 Sekunden.
Bei einer Körpergröße von 1,82 betrug Fayes Wettkampfgewicht 72 kg. 

## Tod
Faye starb am 26. Mai 2025 im Alter von 55 Jahren in Paris.